# Zedlitzdorf
Zedlitzdorf je naselje v Občini Knežova v Okraju Trg na Koroškem v Avstriji.